# Басседжо, Вальтер
Вальтер Басседжо (итал. Walter Baseggio; 19 августа 1978, Клабек) — бельгийский футболист итальянского происхождения, играл на позиции центрального полузащитника. Воспитанник брюссельского «Андерлехта».

## Карьера

### Клубная
Родившись в бельгийском городке Клабек, Вальтер начал играть в футбол в местном клубе уже с 6 лет. Через два года он попал в «Андерлехт», в котором прошёл через все возрастные команды. В 1996 году голландский тренер «Андерлехта» Йохан Боскамп включил в состав нескольких молодых игроков, среди которых оказался 18-летний Баседжо, отличавшийся выдающейся техникой. В центре поля ему пришлось конкурировать за место в основе с такими игроками, как Пер Зеттеберг, Йохан Валем и Алин Стойка. Однако, в первом же своем сезоне он провел за основной состав 21 матч и забил 5 голов. С тех пор он стал неотъемлемой фигурой в основном составе, и, как воспитанник клуба, мгновенно превратился в любимца публики. Кроме того, после ухода из команды Пера Зеттеберга в 1999 году выводил «Андерлехт» на поле с капитанской повязкой. Баседжо был лидером центральной оси и сыграл важнейшую роль в 25-м чемпионстве «Андерлехта», завоеванном в 2000-м году. В том же сезоне он второй раз подряд был назван лучшим молодым игроком Бельгии.
В 2004-м году он в третий раз стал чемпионом в составе родного клуба, но все чаще становился объектом всеобщей критики из-за лишнего веса и физической готовности.
Большую часть своей карьеры он провёл именно в «Андерлехте», приняв участие более чем в 250 матчах.
Также он был в составе итальянского «Тревизо» и менее известных бельгийских клубов «Мускрон» и «Тюбиз», в котором он завершил карьеру игрока в 2011 году.

### Сборная
Вальтер Басседжо впервые сыграл за сборную Бельгии в 1999 году в матче против сборной Болгарии. После этого до 2005 года он сыграл всего 27 матчей и забил один гол. Не смог принять участие в домашнем чемпионате Европы 2000 года из-за травмы. Единственный мяч за сборную забил в матче против сборной Сан-Марино в 2001 году, когда бельгийцы победили с астрономическим счётом 10:1.
Из-за травмы также не сыграл на чемпионате мира 2002 года.

### Болезнь
Вальтеру Баседжо в 2009 году поставили рак щитовидной железы. В 2010 году врачи сообщили, что он полностью выздоровел, однако в мае 2012 года было объявлено, что он снова болен.

## Достижения
«Андерлехт»
- Чемпион Бельгии: 1999/00, 2000/01, 2003/04, 2006/07
- Обладатель Суперкубка Бельгии: 1999, 2000
- Обладатель Кубка бельгийской лиги: 1999/00